# Tetrationato
O ânion tetrationato, 

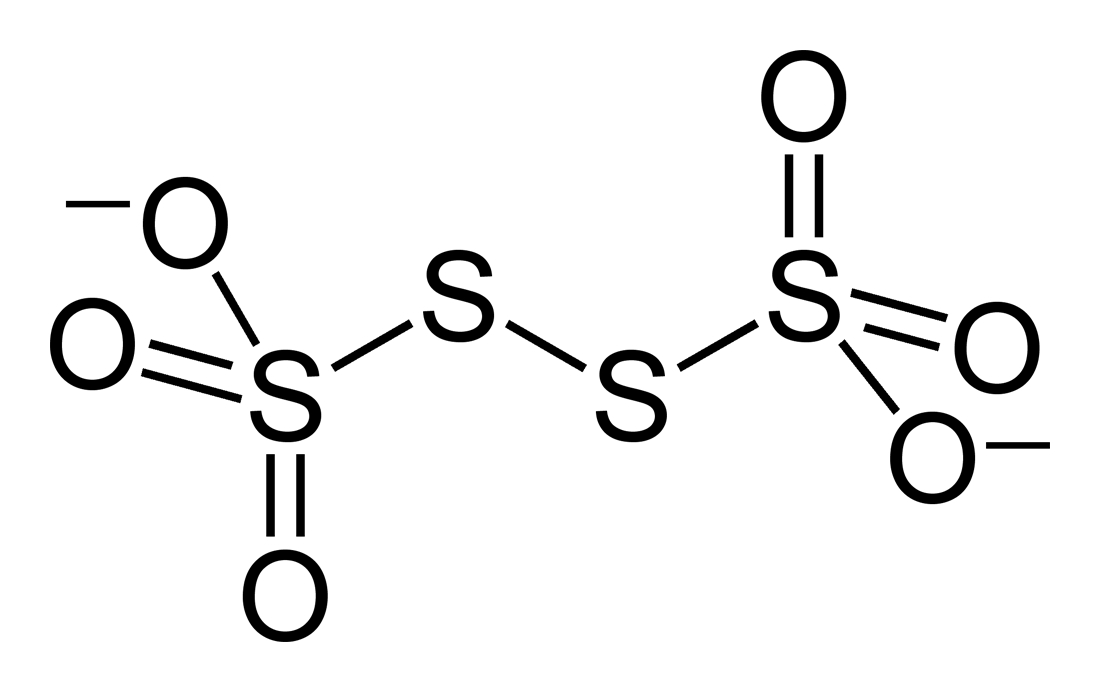
A estrutura do ânion tetrationato

S4O62− é um oxoânion de enxofre derivado do ácido tetratiônico, 
H2S4O6. Dois dos átomos de enxofre presentes no íon estão no estado de oxidação 0 e dois estão no estado de oxidação +5. Em contrapartida, o composto pode ser visto como o aduto resultante da ligação de 
S22− a SO3 . O tetrationato é um dos politionatos, uma família de ânions com a fórmula [Sn(SO3)2]2−. Seu nome IUPAC é 2−(ditioperoxi)dissulfato, e o nome de seu ácido correspondente é ácido 2-(ditioperoxi)dissulfúrico. O Chemical Abstracts Service identifica o tetrationato pelo número CAS 15536-54-6.

## Formação
O tetrationato é um produto da oxidação do tiossulfato (
S2O32−) por algum agente oxidante, como iodo (I2):
2
S2O32− + I2 → 
S4O62− + 2 I−

## Estrutura
A estrutura do tetrationato pode ser visualizada seguindo três arestas de um cubo, como no diagrama abaixo. A estrutura mostrada é a configuração de 
S4O62− em BaS4O6·2H2O e Na2S4O6·2H2O. Ângulos diédricos S–S–S–S próximos de 90° são comuns em polissulfetos.

## Compostos
Os compostos contendo o ânion tetrationato incluem tetrationato de sódio (Na2S4O6) tetrationato de potássio (K2S4O6) e tetrationato de bário di-hidratado (BaS4O6·2H2O).

## Propriedades
Semelhantemente a outras espécies de enxofre em estado de oxidação intermediário, tais como o tiossulfato, o tetrationato pode levar à corrosão por pites de aço carbono e aço inoxidável.
Descobriu-se, também, que o tetrationato atua como um aceptor final de elétrons para a Salmonella enterica sorotipo Typhimurium, enquanto o tiossulfato existente no lúmen de mamíferos é oxidado por espécies oxigenadas reativas liberadas pelo sistema imunológico (principalmente superóxido produzido pela NADPH oxidase) para formar tetrationato. Isso potencializa a reprodução da bactéria, propiciado pela resposta inflamatória.